# فورستبروک (کارولینای جنوبی)
فورستبروک(به انگلیسی: Forestbrook) شهری در ایالت کارولینای جنوبی کشور ایالات متحده آمریکا است که جمعیت آن در سرشماری سال ۲۰۱۰ میلادی، ۴٬۶۱۲ نفر بوده‌است.